# Wohn- und Wirtschaftsgebäude Dorfstraße 53

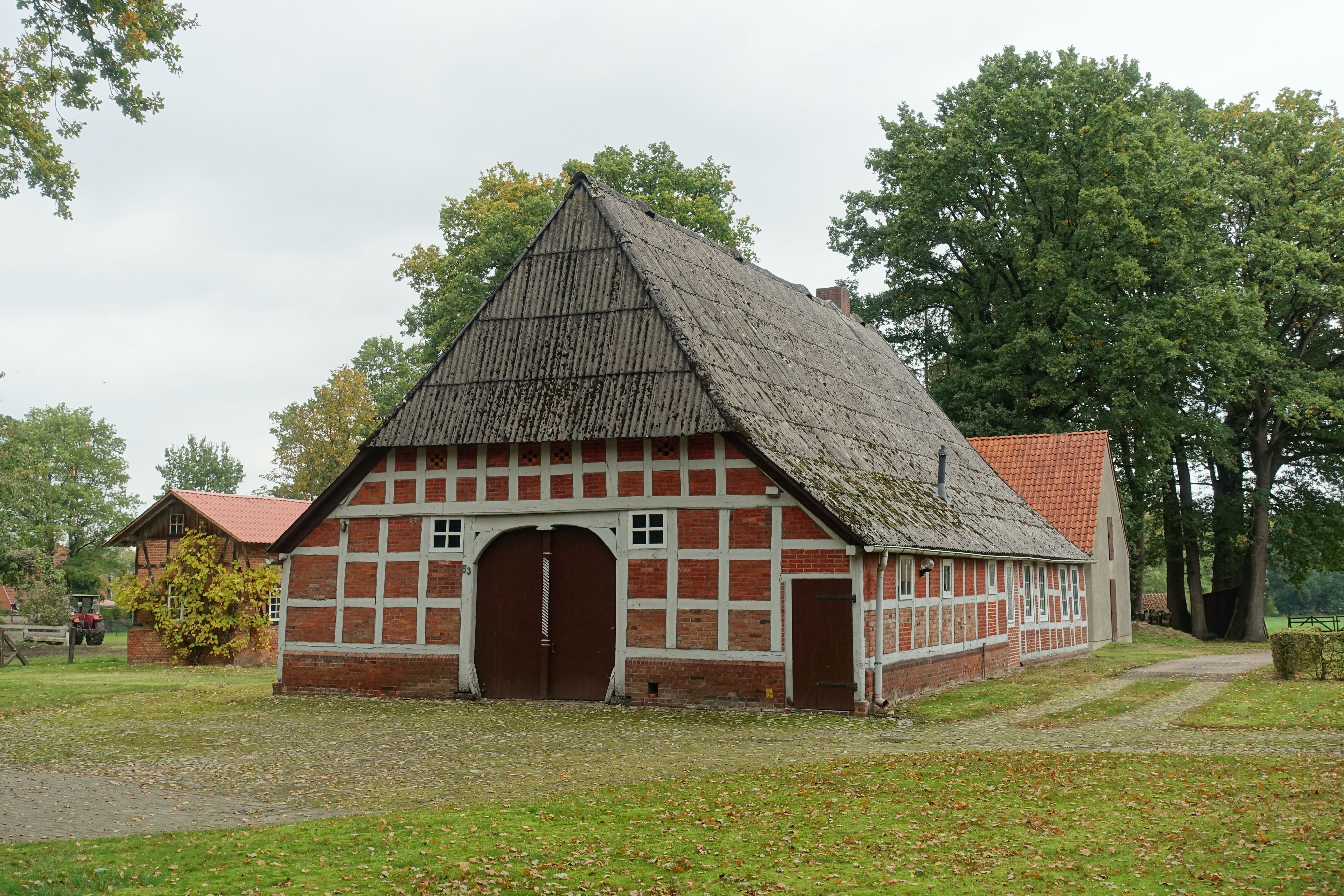
Südwest- und Südostfassade (2022)

Das Wohn- und Wirtschaftsgebäude Dorfstraße 53 in der niedersächsischen Gemeinde Gyhum, Ortsteil Hesedorf, wurde in der zweiten Hälfte des 19. Jahrhunderts gebaut. Aktuell (2025) wird das Gebäude zum Wohnen genutzt.
Das Gebäude steht unter Denkmalschutz (siehe auch Liste der Baudenkmale in Gyhum).

## Geschichte und Beschreibung
Hesedorf wurde 1384 erstmals urkundlich erwähnt und gehörte zur Börde Gyhum in der heutigen Samtgemeinde Zeven im Landkreis Rotenburg (Wümme).
Das eingeschossige, giebelständige Gebäude als Zweiständer-Hallenhaus in Gitterfachwerk mit Steinausfachungen auf Backsteinsockel, mit Krüppelwalmdach und Grooter Door mit Korbbogen wurde in der zweiten Hälfte des 19. Jahrhunderts gebaut.
Das Landesdenkmalamt befand u. a.: „… ein regionstypisches Hallenhaus der zweiten Hälfte des 19. Jahrhunderts in Zweiständerkonstruktion ….“